# Roman Foissner
Roman Foissner CRSA (* 5. November 1924 in Hohenfurth, Tschechoslowakei) ist ein österreichischer Ordenspriester und Kulturschaffender.

## Leben und Wirken
Foissner trat 1946 in das Stift Reichersberg ein und wurde 1951 zum Priester geweiht. Er war 1957 der Gründer des Reichersberger Musiksommers und hat mehr als eintausend Konzerte für den Kulturraum Reichersberg organisiert. Er war viele Jahre Rentmeister und Leiter des Bildungszentrums Stift Reichersberg, war auch mit der Restaurierung und der Adaptierung der Räumlichkeiten des Stiftes Reichersberg betraut und erwarb sich besondere Verdienste um die Oberösterreichische Landesausstellung 900 Jahre Stift Reichersberg – Augustinerchorherren zwischen Passau und Salzburg im Jahr 1984.

## Publikationen
- Das Stift Reichersberg am Inn, Die Heimat, Folge 244 (1980)
- Die Orgel in der Stiftspfarrkirche zu Reichersberg, Orgelzeitung, Heft 1, Reichersberg 1981
- Kirchenmusik im Stift Reichersberg in der Zeit von 1954 bis 2004, in: Jahrbuch der Österreichischen Augustiner-Chorherren-Kongregation 2007
- Musiktraditionen in den oberösterreichischen Klöstern – Reichersberg. In: Musikstadt Linz – Musikland Oberösterreich, Im Rahmen des Internationalen Brucknerfestes, Linz 1990
- 10 Jahre Bildungszentrum Stift Reichersberg, 1969 bis 1979, Bildungszentrum Stift Reichersberg (Herausgeber), Reichersberg, 1979
- Musisches Reichersberg, 25 Jahre Reichersberger Sommer, 1956 bis 1981, Bildungszentrum Stift Reichersberg (Herausgeber), Reichersberg, 1981

## Auszeichnungen
- Konsistorialrat des Bischofs von Linz
- Konsulent der Oberösterreichischen Landesregierung für kulturelle Angelegenheiten (1973)
- Kulturmedaille des Landes Oberösterreich (1996)
- Bundes-Ehrenzeichen für besondere Verdienste um die Kulturarbeit (2007)
- Ehrenringträger und Ehrenbürger der Gemeinde Reichersberg